# Marinette Marine

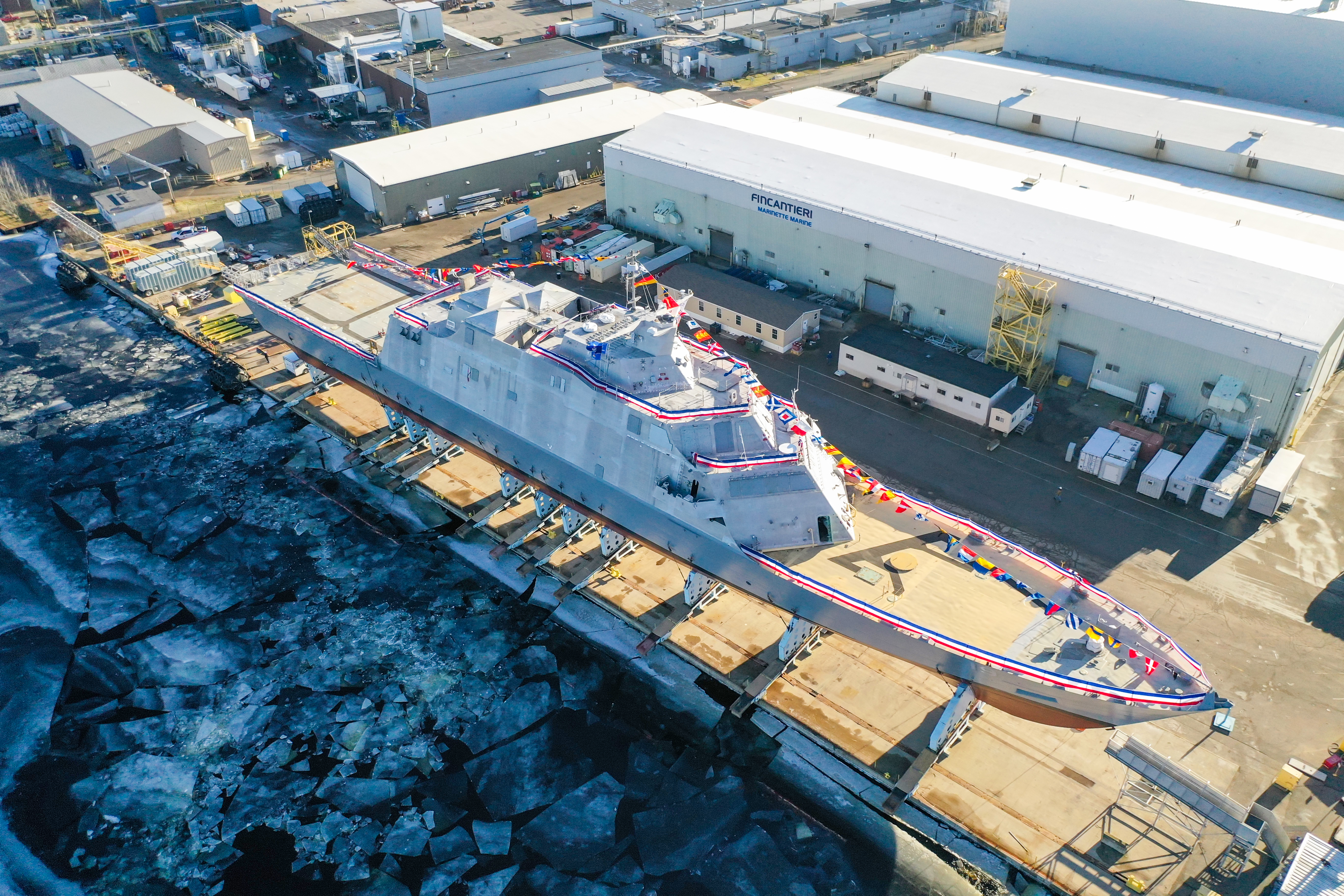
Die USS St. Louis (LCS-19) vor ihrer Taufe in der Marinette Marine (2018)

Die Marinette Marine Corporation ist eine US-amerikanische Werft, die seit dem 1. Januar 2009 zu Fincantieri gehört.

## Geschichte
Marinette Marine wurde 1942 gegründet, als sich die Nachfrage an Schiffsbauten durch den Zweiten Weltkrieg auf ihrem Höhepunkt befand. Die Werft befindet sich am Menominee River nahe Marinette, Wisconsin. Nach eigener Aussage hat die Werft bereits 1300 Schiffe gebaut.
Hauptkunden der Werft sind private Unternehmen, so bauten und baut Marinette Marine mehrere der Staten Island Ferries und Eisbrecher für den Einsatz auf den Großen Seen. Aber auch für die Regierung war die Werft tätig. So baute sie für die United States Navy die Schlepper der Powhatan- und (teilweise) der Natick-Klasse sowie Minensuchboote der Avenger-Klasse. Ab 2005 baute Marinette Marine für Lockheed Martin das erste Littoral Combat Ship der Freedom-Klasse, die USS Freedom. Auch für die United States Coast Guard wurden Kutter gebaut.